# Marian Kenig

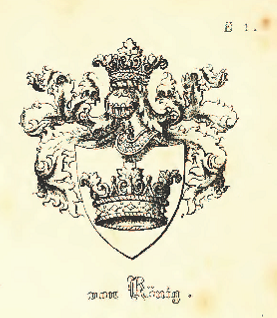
Herb rodu Kenigów (Königów)

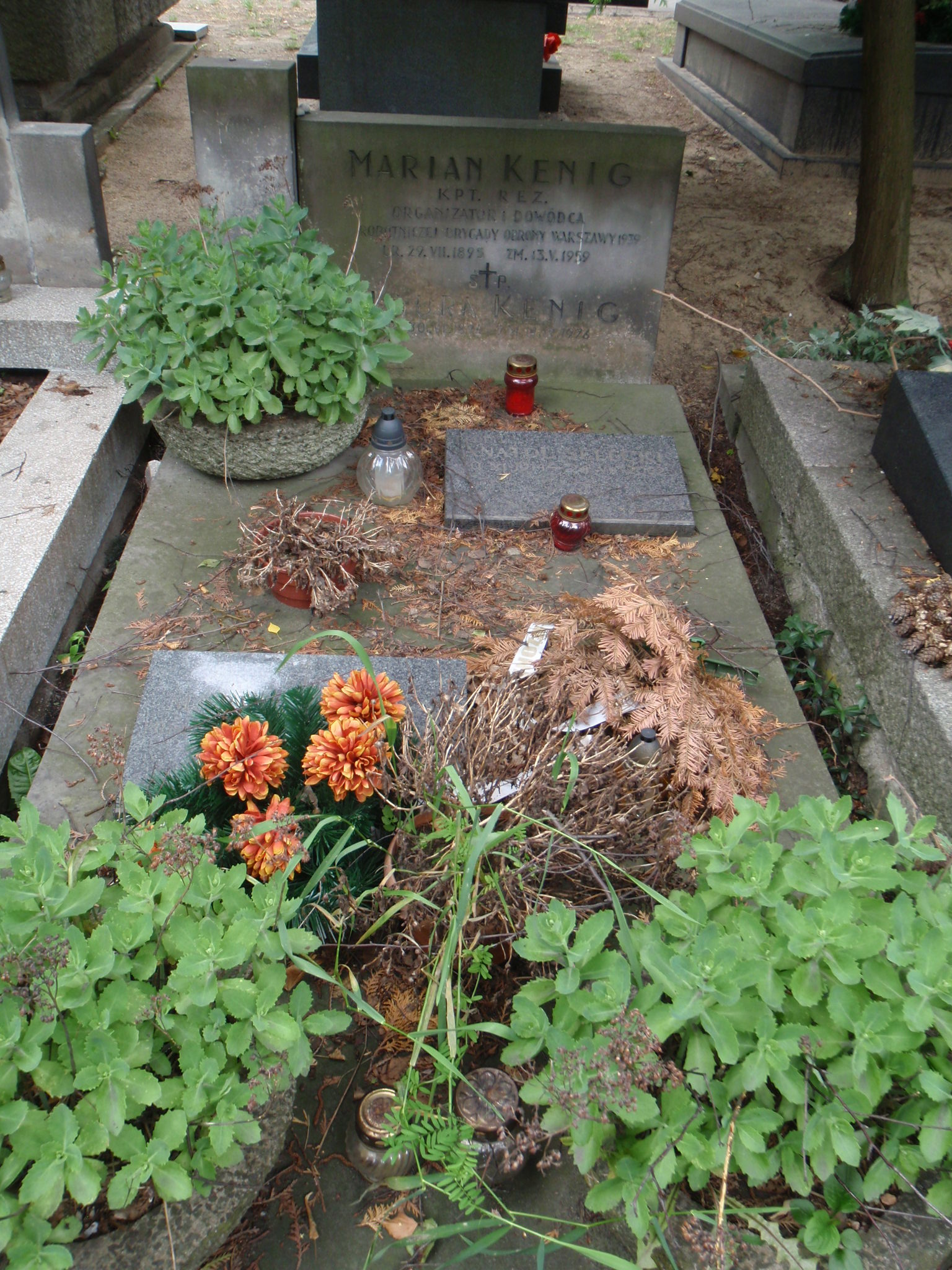
Grób Mariana Keniga na cmentarzu Wojskowym na Powązkach w Warszawie

Marian Mieczysław Kenig (ur. 29 lipca 1895 w Warszawie, zm. 13 maja 1959 tamże) – ekonomista, działacz Polskiej Partii Socjalistycznej, kapitan piechoty Wojska Polskiego, dowódca Robotniczej Brygady Obrony Warszawy.

## Życiorys
Urodził się w Warszawie przy ulicy Gęsiej. Jego ojcem był Stanisław Jan Kenig (1864–1926) – fabrykant, współwłaściciel fabryki chemicznej w Strudze pod Warszawą, syn Józefa Keniga, znanego dziennikarza warszawskiego, i aktorki Salomei Palińskiej. Pradziad Mariana – niemiecki szlachcic Teofil – przybył na ziemie polskie jako pruski urzędnik. Matką Mariana była Matylda Zwolińska (1875–1961), córka Michała Antoniego, właściciela fabryki odlewniczej w Pustelniku, największego zakładu ludwisarskiego w Królestwie Polskim. Ród matki czerpał swoje korzenie z Sieradza, gdzie praprapradziad Mariana, kupiec i wójt miejski Andrzej Zwoliński, był znanym działaczem mieszczańskim doby Sejmu Czteroletniego, uszlachconym w 1790 roku. 

### Wywód genealogiczny
| 4. Józef Kenig prawnuk Tomasza Jana Romanowskiego   |  |                      |  |  |                                   |
|                                                     |  | 2. Stanisław Kenig   |  |  |                                   |
| 5. Salomea Palińska                                 |  |                      |  |  |                                   |
|                                                     |  |                      |  |  | 1. Marian Kenig ur. 1895 zm. 1959 |
| 6. Michał Zwoliński                                 |  |                      |  |  |                                   |
|                                                     |  | 3. Matylda Zwolińska |  |  |                                   |
| 7. Michalina Rogalewicz córka Antoniego Rogalewicza |  |                      |  |  |                                   |
|                                                     |  |                      |  |  |                                   |

Marian Kenig był najstarszym z sześciorga dzieci. Po nim na świat przyszli jeszcze:
- Jan (1896–1989), inżynier ogrodnik, porucznik Wojska Polskiego, nauczyciel szkół rolniczych
- Józef Antoni (1897–1940)
- Zofia Salomea (1899–1913)
- Wacław Eugeniusz (1901–1902)
- Anna Julia, później Eliaszowa Hołub (1903–1975), urzędniczka, żona ziemianina.

Chrzest Keniga odbył się w 1896 w kościele Narodzenia Najświętszej Marii Panny (dawniej Karmelitów trzewiczkowych) na Lesznie w Warszawie, a jego rodzicami chrzestnymi byli babka Maria Michalina z Rogalewiczów Michałowa Zwolińska (córka Antoniego) i cioteczny dziadek Mieczysław Rogalewicz (ojciec Zdzisława Tomasza).

### Edukacja
Marian Kenig ukończył prywatne Gimnazjum Mariana Rychłowskiego w Warszawie, a następnie w 1913 podjął studia na Wydziale Chemii Technicznej Politechniki Lwowskiej. W latach 1913–1914 był członkiem organizacji młodzieży niepodległościowej „Życie” we Lwowie. Należał też do Harcerstwa Polskiego.

### I wojna światowa
Po wybuchu I wojny światowej znalazł się w Kijowie, gdzie wstąpił do kijowskiej organizacji PPS. W 1915 roku został wcielony do wojska rosyjskiego, gdzie ukończył kurs dla oficerów rezerwy piechoty otrzymując stopień chorążego. Następnie został dowódcą plutonu, potem kompanii na froncie rumuńskim. Zostaje kolejno awansowany w 1916 roku do stopnia podporucznika a w 1917 porucznika. W 1917 roku wziął udział w organizacji polskich wojskowych w armii rosyjskiej. Został wybrany wiceprezesem Związku Wojskowych Polaków VI Armii. Został też członkiem Naczelnego Polskiego Komitetu Wojskowego (Naczpol), jako członka zarządu Związku Polaków okręgu odeskiego.

### Dwudziestolecie międzywojenne
W 1918 przez linię frontu przedostał się do Warszawy, gdzie kontynuował studia na tutejszej Politechnice. Ożenił się w 1918 roku w Warszawie z Laurą Emilią Przedpełską, córka Waleriana, ziemianina i adwokata warszawskiego. Miał z nią dwie córki Marię Góralową-Selecką (1921–1998), żonę Anatola, i Annę Piechowiczową. Jego wnuczka Elżbieta Góral (1944–2017), artystka, była żoną Krzysztofa Wodiczko i synową Bohdana.
W listopadzie 1918 roku wziął udział w rozbrajaniu Niemców (wraz z bratem Janem - obydwaj byli członkami Legii Akademickiej, późniejszego 36 pułku piechoty). Wstępuje jednocześnie do Wojska Polskiego, służąc w 36 pułku piechoty. Wraz z tym pułkiem wziął udział w wojnie polsko-bolszewickiej. W 1922 zweryfikowany został w stopniu kapitana ze starszeństwem z dniem 1 czerwca 1919 (w 1924 zajmował 1547 lokatę w korpusie oficerów rezerwowych piechoty, a dziesięć lat później – 843). 
W 1921 roku został odkomenderowany do udziału w akcji plebiscytowej na Górnym Śląsku, będąc początkowo kierownikiem II Referatu Kursów Wydziału Plebiscytowego dla Górnego Śląska Oddziału II Sztabu Ministerstwa Spraw Wojskowych, a następnie kierownikiem tego wydziału. Wydział ten zajmował się pomocą dla polskich organizacji i oddziałów na Górnym Śląsku. Po zakończeniu akcji plebiscytowej i III powstania śląskiego zostaje zwolniony w 1922 w stopniu kapitana do rezerwy z przydziałem mobilizacyjnym do macierzystego pułku.
W 1922, przez kilka miesięcy pracował w polskim konsulacie w Charkowie. Rok później podjął pracę jako nauczyciel w szkole powszechnej w Pieskowej Skale. W latach 1924–1925 pracował w Związku Robotniczych Stowarzyszeń Spółdzielczych i w Związku Spółdzielni Spożywców „Społem” w Warszawie. 5 maja 1925 z rekomendacji PPS został wybrany ławnikiem i członkiem zarządu Miasta Sosnowca. Obok Aleksego Bienia prezydenta miasta, kierował zarządem miasta. Po złożeniu 18 marca 1927 mandatu ławnika powrócił do Warszawy, gdzie do 1930 pracował w Kasie Chorych. Od 1935 do 1939 pracował w Banku Gospodarstwa Krajowego, działał jednocześnie w Sekcji Pracowników Umysłowych PPS.

### II wojna światowa
W dniu 24 sierpnia 1939 został zmobilizowany i wyznaczony zostaje na zastępcę szefa cenzury wojskowej Dowództwa Okręgu Korpusu Nr I w Warszawie. 6 września 1939 na wniosek władz PPS zostaje mianowany przez gen. Waleriana Czumę dowódcą Robotniczej Brygady Obrony Warszawy. 
Po kapitulacji Warszawy został osadzony w obozie jenieckim Oflagu XVIII A w Linzu a następnie w Oflagu II C w Woldenbergu (Dobiegniew), gdzie przebywał do momentu wyzwolenia przez Armię Czerwoną w lutym 1945 roku.

### Okres powojenny
W 1945 powrócił do Warszawy i podjął pracę w Banku Gospodarstwa Krajowego. Kierował tam kołem PPS. W 1950, za „obcość ideologiczną” usunięty z PZPR, zaś w 1951 zwolniony z pracy. Od tego czasu pracował dorywczo jako tłumacz języka rosyjskiego i niemieckiego. Po 1956 przywrócono mu członkostwo w PZPR. Zmarł w Warszawie, w szpitalu na Solcu w dniu 13 maja 1959 na skutek choroby serca. Został pochowany na cmentarzu Wojskowym na Powązkach (kwatera B 2-13-13).

## Ordery i odznaczenia
- Krzyż Niepodległości (27 czerwca 1938)[2]
- Krzyż Walecznych (dwukrotnie w 1921)[3]

## Upamiętnienie
Imieniem Mariana Keniga nazwano ulicę w warszawskiej dzielnicy Ursus.